# Кибинцівське нафтове родовище
Кибинцівське нафтове родовище — належить до Антонівсько-Білоцерківського нафтогазоносного району Східного нафтогазоносного регіону України.

## Опис
Розташоване в Полтавській області на відстані 12 км від м. Миргород.
Знаходиться в центральній частині південної прибортової зони Дніпровсько-Донецької западини в межах Висачківсько-Ромоданівського структурного валу.
Підняття виявлене в 1951 р.
Структура являє собою витягнуту в півд.-сх. напрямку перикліналь Ромоданівської соляної складки розмірами 5,0х3,0 м. В її межах виділяють невелику брахіантикліналь. Перший промисл. приплив нафти отримано з інт. 1570-1610 м у 1958 р. 
Поклади пластові, склепінчасті, тектонічно екрановані. 
Експлуатується з 1959 р. Колектори — пісковики. Режим покладів пружний та пружноводонапірний. Запаси початкові видобувні категорій А+В+С1: нафти — 294 тис. т. Вміст сірки у нафті 0,52-0,67 мас.%.